# Elena Bibescu
Elena Bibescu (de soltera, Elena Costache Epureanu) (Bârlad, Moldàvia, Romania, 1855 – Iași, Romania, 18 d'octubre de 1902), coneguda a França, on va viure, com a Hélène Bibesco, fou una aristòcrata i pianista romanesa, considerada una de les més grans pianistes europees del segle xix.
Elena Bibescu va debutar el 14 de febrer de 1873 a Bucarest, en un concert benèfic al Gran Teatre de Bucarest, en presència de rei Carles I i de la reina Elisabet de Romania.
A França esdevingué famosa per ser una pianista excepcional, però també per ser una protectora de la cultura. La princesa Bibescu mantingué, durant tres dècades, un dels més prestigiosos salons de París en la segona meitat del segle xix. Marcel Proust, Franz Liszt, Richard Wagner, Pierre Loti, Anatole France, Claude Debussy i Charles Gounod foren tan sols algunes de les grans personalitats europees que freqüentaren el famós saló artístic.
Elena Bibescu fou una mecenes de George Enescu, conjuntament amb la reina i escriptora Elisabet de Romania -coneguda pel seu nom de ploma Carmen Sylva-, i, i va promoure aquest músic romanès entre l'elit francesa. El 1954, més de 5 dècades després de la seva mort, Enescu dedicà a la seva memòria el poema simfònic Vox Maris.
Fou alumna del pianista i compositor Anton Rubinstein al Conservatori de Viena, una de les institucions més prestigioses de la seva classe en el món. Elena Bibescu s'hi graduà brillantment essent-li atorgada una medalla i un diploma d'honor.
Després de tornar a Romania l'octubre de 1902 i de residir a la casa pairal de la família a Epureni, a pocs quilòmetres de Barlad, Elena va ser transportada a Iași després de caure malalta de càncer. Va morir poc després el 18 d'octubre de 1902.